# پایپالانتوس
پایپالانتوس (نام علمی: Paepalanthus)، یا ذره‌گل‌ها، سرده‌ای از گیاهان از تیره لوله‌ایان است. حدود ۳۰۰-۴۰۰ گونه دارد که عمدتاً بومی مناطق مدارگان آفریقا و آمریکای لاتین است و گونه‌های کمی در ژاپن و ماداگاسکار وجود دارد.